# Min Tanaka
Min Tanaka (田中 泯, Tanaka Min), né Tanaka Shōji à Tokyo le 10 mars 1945, est un danseur, chorégraphe et acteur japonais.

## Biographie
Né en 1945 à Tokyo, il est formé par Tomio Hiraoka et Miyako Shiga, eux-mêmes anciens élèves de la danseuse Seiko Takada. Il se produit en Europe dès 1978.  Il est par exemple à Paris au musée des Arts décoratifs en 1978, et à nouveau dans cette même ville l'année suivante, en 1979. Il fonde sa compagnie, Maijuku, en 1981,.
Min Tanaka devient un disciple de Tatsumi Hijikata après sa rencontre avec celui-ci. Tatsumi Hijikata chorégraphie pour lui un solo en 1984. Min Tanaka inscrit également ses créations dans le mouvement butō. C'est un des premiers danseurs butō à se produire en France. En 1985, il crée une ferme, la Shintai Kisho Noujo, dans le village de Hakushū, situé dans la préfecture de Yamanashi (région du Chūbu). Il y pratique l'agriculture en même temps que la danse. C'est là qu'il prépare ses créations. Il y crée aussi un festival, le festival Art-camp Hakushū. En 1996, il transforme sa compagnie en un organisme de recherche, le Laboratoire des ressources de la danse.

## Filmographie
- 1986 : Min Tanaka à la Borde de Joséphine Guattari et François Pain
- 2002 : Le Samouraï du crépuscule (たそがれ清兵衛, Tasogare Seibei?) de Yōji Yamada
- 2004 : La Servante et le Samouraï (隠し剣 鬼の爪, Kakushi ken oni no tsume?) de Yōji Yamada
- 2005 : La Maison de Himiko (メゾン・ド・ヒミコ, Mezon do himiko?) d'Isshin Inudō
- 2009 : Map of the Sounds of Tokyo d'Isabel Coixet
- 2013 : Kamikaze, le dernier assaut (永遠の0, Eien no zero?) de Takashi Yamazaki
- 2013 : 47 Ronin de Carl Rinsch : Lord Asano
- 2014 : Kenshin : Kyoto Inferno (るろうに剣心 京都大火編, Rurōni Kenshin: Kyōto taika-hen?) de Keishi Ōtomo
- 2017 : Blade of the Immortal (無限の住人, Mugen no jūnin?) de Takashi Miike
- 2018 : The Outsider de Martin Zandvliet : Akihiro
- 2019 : Svaha: The Sixth Finger de Jang Jae-hyeon
- 2019 : The Great War of Archimedes de Takashi Yamazaki
- 2023 : Perfect Days de Wim Wenders : SDF